# هارلیزویل (پنسیلوانیا)
هارلیزویل (به انگلیسی: Harleysville) یک منطقهٔ مسکونی در ایالات متحده آمریکا است که در پنسیلوانیا واقع شده‌است. هارلیزویل ۹٬۲۸۶ نفر جمعیت دارد.